# Vellerat

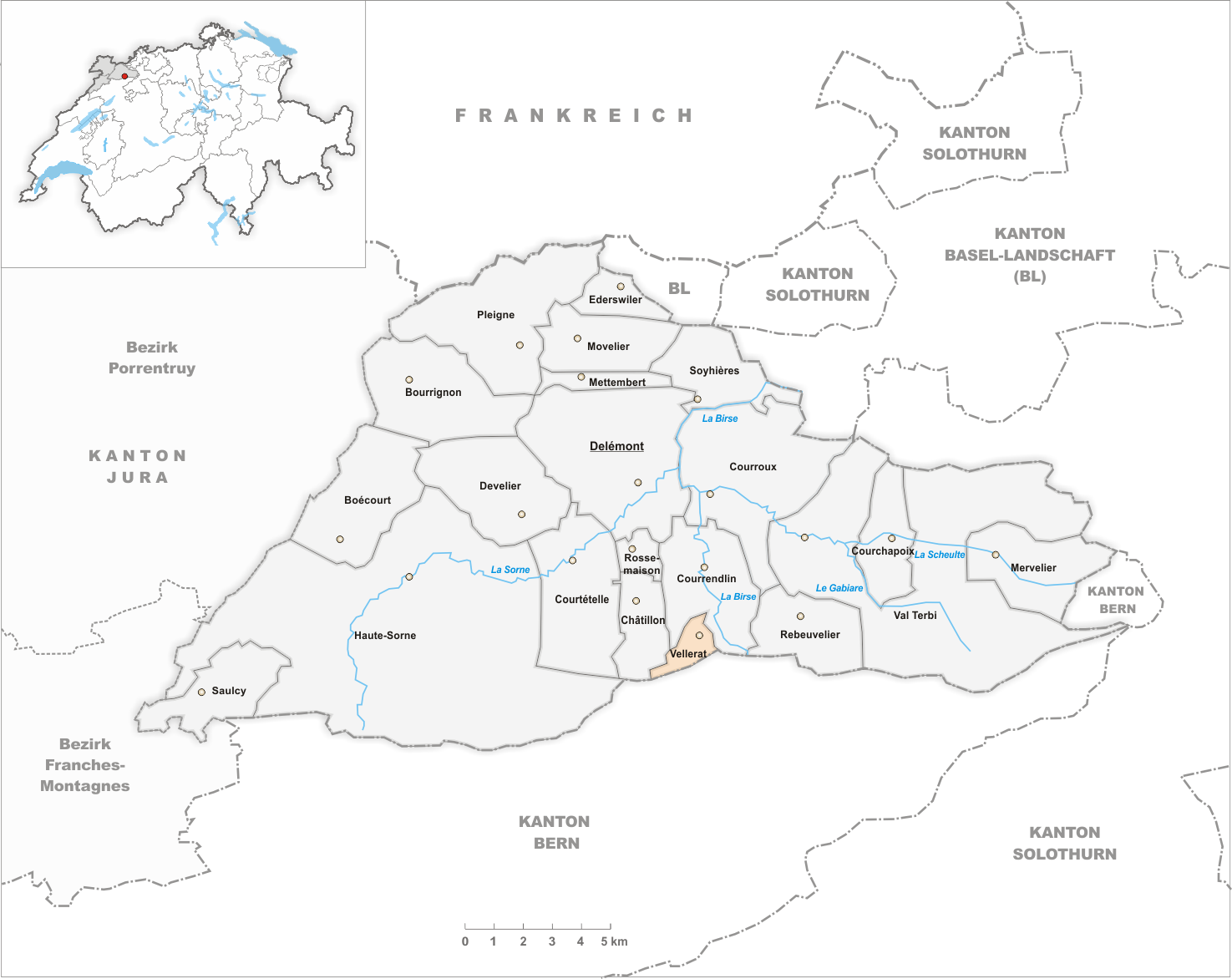
Gemeindestand vor der Fusion am 1. Januar 2019

Vellerat war bis am 31. Dezember 2018 eine politische Gemeinde im Bezirk Delémont des Kantons Jura in der Schweiz. Das Gemeinwesen zählt rund 70 Einwohner und war dennoch während viele Jahre ein Zankapfel, der weit über die Schweiz hinaus Schlagzeilen machte.
Auf den 1. Januar 2019 fusionierte Vellerat mit Courrendlin und Rebeuvelier zur Gemeinde Courrendlin.

## Geographie
Vellerat liegt auf 666 m ü. M., fünf Kilometer südsüdöstlich des Kantonshauptorts Delsberg (Luftlinie). Das Bauerndorf liegt auf einem Geländevorsprung am westlichen Talhang über der Birsschlucht von Choindez, südlich des Delsberger Beckens, einer breiten Senke im Jura.
Die Fläche des nur 2,04 km² grossen Gemeindegebiets umfasst die Terrasse von Vellerat und den linken Hang der Schlucht von Choindez. Die West- und Nordwestgrenze verläuft auf dem Gebirgskamm der Forêt de la Cendre (bis 1030 m ü. M.), während die Südgrenze auf dem Kamm der Côte des Porcs liegt. Hier befindet sich mit 1129 m ü. M. auch der höchste Punkt der Gemeinde. 1997 entfielen von der Gemeindefläche 3 % auf Siedlungen, 68 % auf Wald und Gehölze, 28 % auf Landwirtschaft, und weniger als 1 % war unproduktives Land.
Nachbargemeinden von Vellerat waren Châtillon und Courrendlin im Kanton Jura sowie Roches im Kanton Bern.

## Bevölkerung
Mit 71 Einwohnern (Stand 31. Dezember 2018) gehört Vellerat zu den kleinsten Gemeinden des Kantons Jura. Von den Bewohnern sind 89,4 % französischsprachig, 7,6 % deutschsprachig und 3,0 % englischsprachig (Stand 2000). Die Bevölkerungszahl von Vellerat belief sich 1850 auf 88 Einwohner, 1900 auf 115 Einwohner. Nach einem Höchststand um 1930 mit 128 Einwohnern wurde seither eine deutliche Bevölkerungsabnahme registriert.

## Wirtschaft
Die Gemeinde ist noch vorwiegend landwirtschaftlich geprägt. Es gibt nur wenige Arbeitsplätze ausserhalb des landwirtschaftlichen Sektors im Dorf. Viele Erwerbstätige (mehr als 60 %) sind deshalb Wegpendler und arbeiten vor allem in der Region Delémont.

## Geschichte
Vellerat ist geschichtlich gesehen eine junge Gemeinde. Erst während der Reformationszeit siedelten sich hier drei deutschsprachige Familien an und übernahmen das Land von der Propstei Moutier-Grandval als Pacht. Von 1797 bis 1815 gehörte Vellerat zu Frankreich und war anfangs Teil des Département Mont-Terrible, ab 1800 mit dem Département Haut-Rhin verbunden. Durch den Entscheid des Wiener Kongresses kam der Ort 1815 an den Kanton Bern zum Amtsbezirk Moutier.
Die Bewohner von Vellerat befürworteten in den 1970er-Jahren stets die Schaffung des Kantons Jura. Da die Gemeinde zum Zeitpunkt der Juraplebiszite keine gemeinsame Grenze mit dem damaligen Bezirk Delémont hatte (die beiden nördlichen Nachbargemeinden Courrendlin und Châtillon waren damals Teil des Amtsbezirks Moutier und wechselten erst per 1. Januar 1979 in den Bezirk Delémont), kam sie nicht in den Genuss der Selbstbestimmung über ihre Kantonszugehörigkeit und verblieb deshalb zwangsläufig beim Kanton Bern.

### «Freie Gemeinde der Schweiz»
Mit der Gründung des Kantons Jura am 1. Januar 1979 (Abspaltung vom Kanton Bern) wurde Vellerat durch die neue Kantonsgrenze von seinen nun jurassischen Nachbargemeinden getrennt. Eine Strassenverbindung zum Kanton Bern ist aber nur über diese Orte möglich. Die Velleratiens beschlossen daraufhin, sich vom Kanton Bern loszusagen und proklamierten die «Freie Gemeinde der Schweiz» Vellerat. Sie kämpften unermüdlich für den Anschluss an den Kanton Jura. Es bedurfte jahrelanger Verhandlungen, bis die Berner bereit waren, einer weiteren Gebietsabtretung zuzustimmen.

### Eidgenössische Volksabstimmung
Nach Beratungen von National- und Ständerat war Vellerat am 10. März 1996 Gegenstand der eidgenössischen Volksabstimmung zum Bundesbeschluss über den Übertritt der bernischen Gemeinde Vellerat zum Kanton Jura, welche die Kantonszugehörigkeit regeln sollte. Ein solches obligatorisches Referendum war bis zur Totalrevision der Schweizer Bundesverfassung 1999 für jede Änderung der Kantonsgrenzen erforderlich. 91,7 % der Stimmenden und sämtliche Kantone befürworteten den Wechsel der bernischen Gemeinde Vellerat zum Kanton Jura, was den Übertritt per 1. Juli 1996 ermöglichte. Gemäss Meinungsumfragen ging es den Ja-Stimmenden dabei primär um das Recht auf Selbstbestimmung.

## Partnerschaft
Seit Juni 2001 besteht eine Partnerschaft zwischen Vellerat und der Gemeinde Voeren in Belgien, die ebenfalls Zankapfel in einer politisch-linguistischen Auseinandersetzung über die Zugehörigkeit zur flämischen Provinz Limburg oder zur französischsprachigen Provinz Lüttich ist.

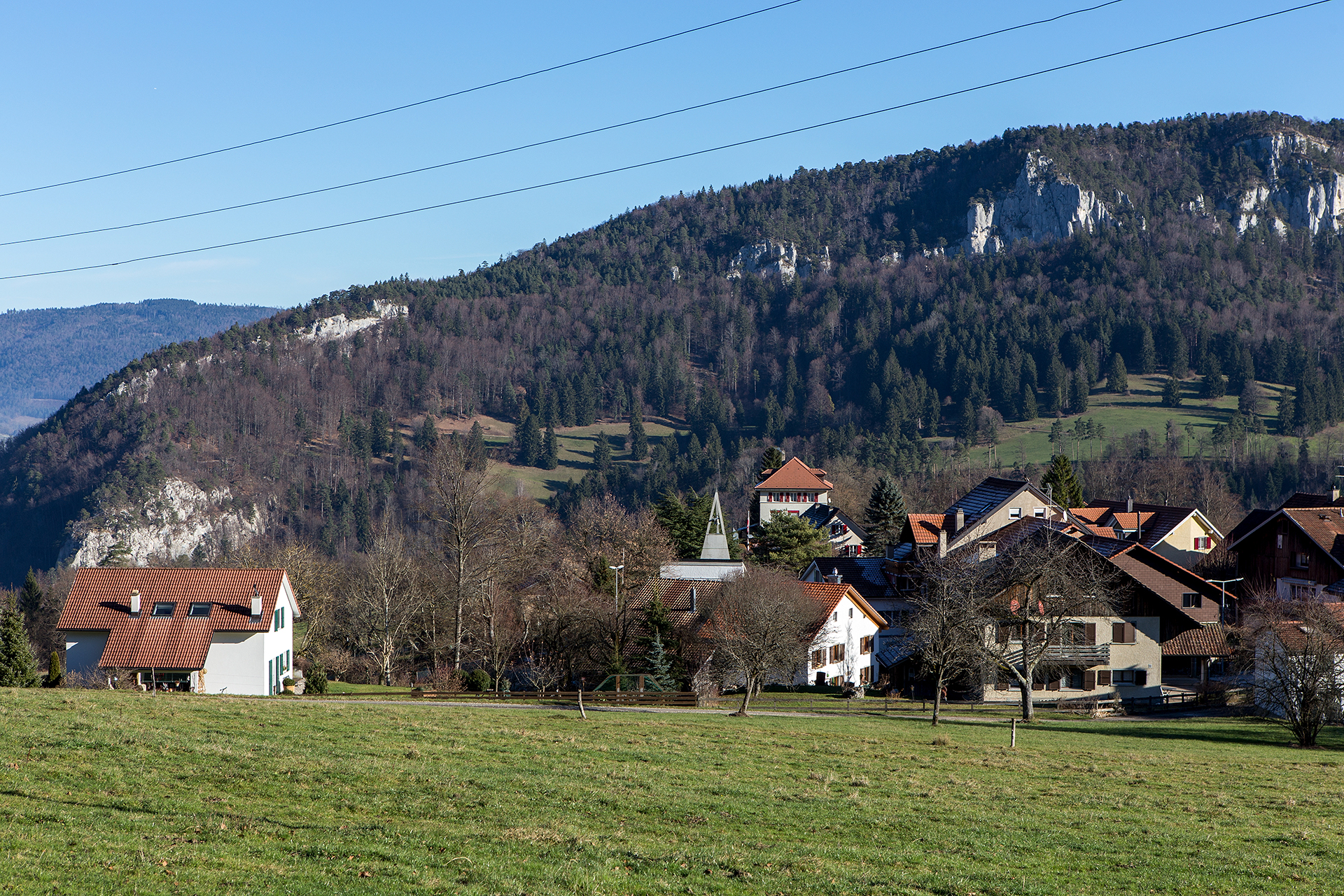
Vellerat
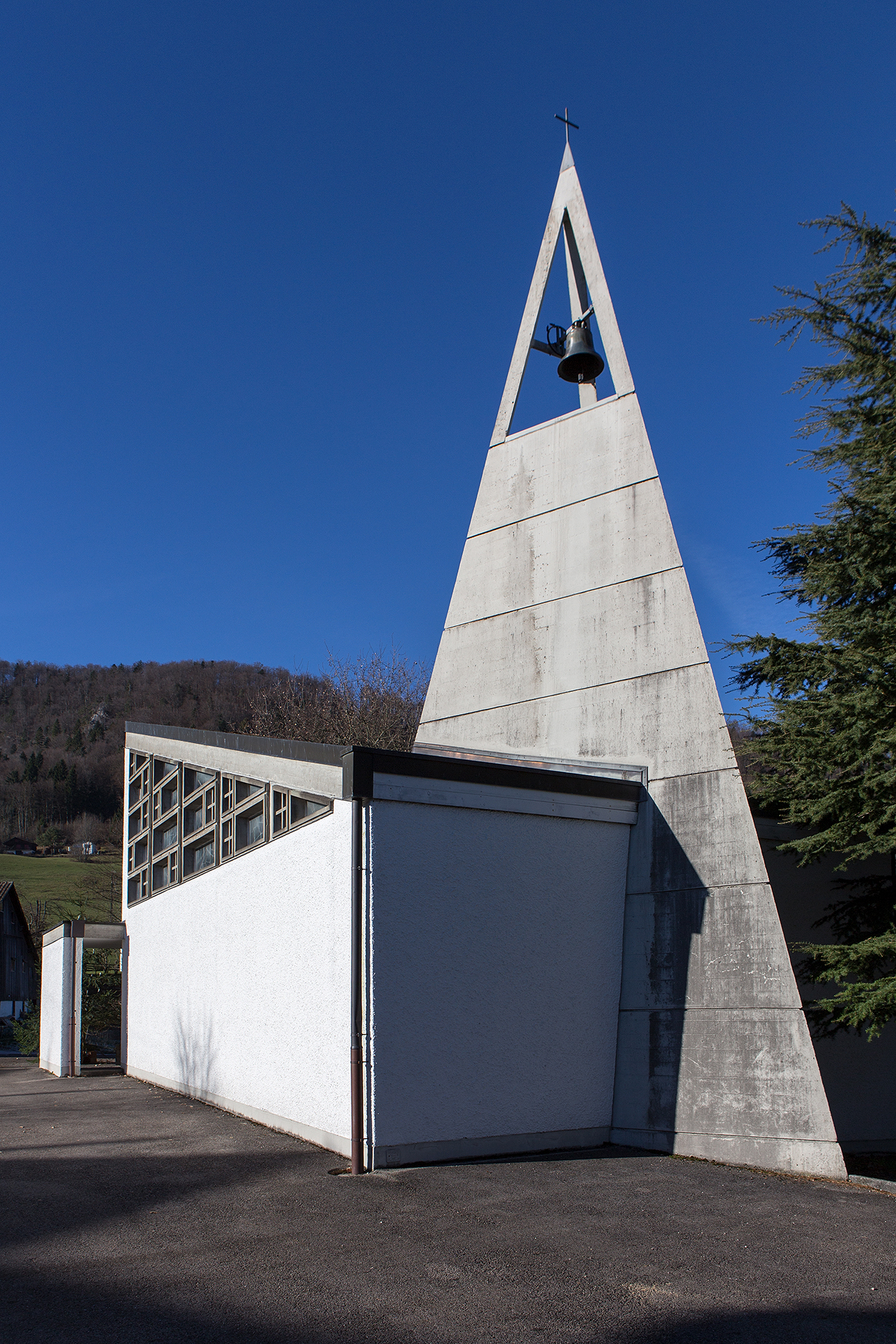
Kapelle
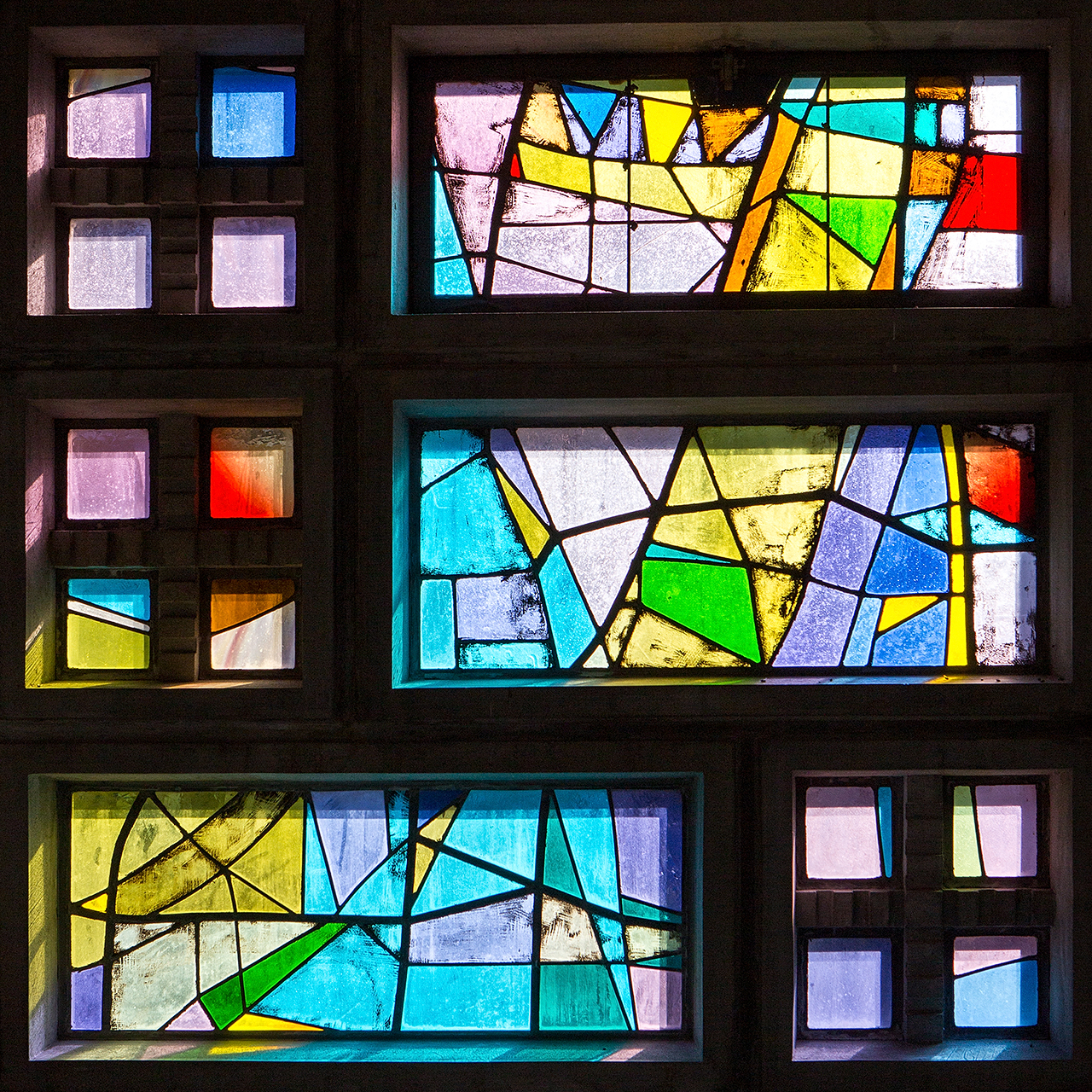
Detail: Kirchenfenster
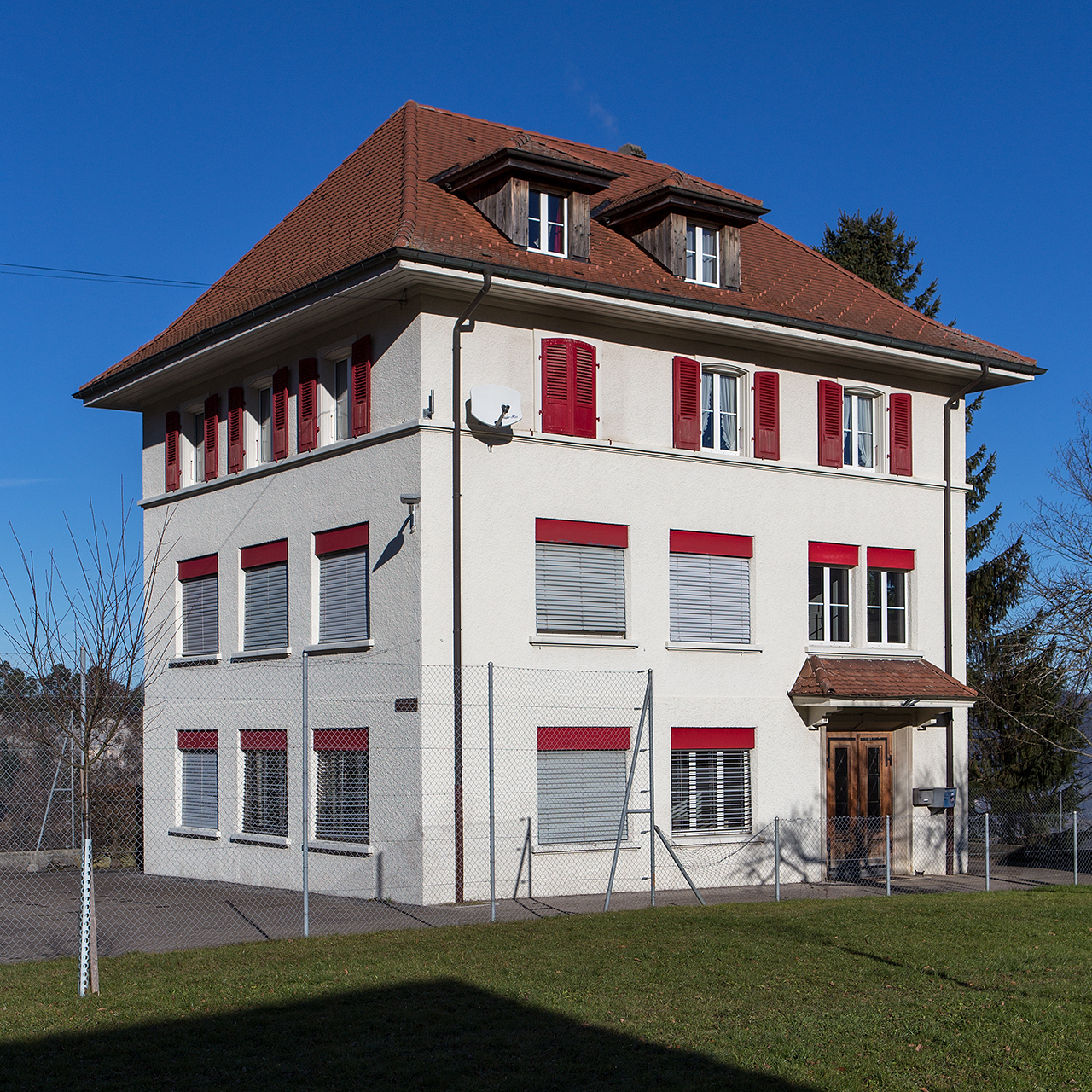
Gemeindekanzlei, altes Schulhaus